# Грчка на Дечјој песми Евровизије
Грчка је на Дечјој песми Евровизије учествовала од самог настанка такмичења. Први представник 2003. био је Николас Ганополос који је освојио 8 место. Најбољи Грчки пласман била је шеста позиција коју је 2007. заузела група Made In Greece, док је најлошији био 2006. када је Софија Болети заузела последње 17 место.
Грчка је најавила своје учешће и на Дечјој ппесми Евровизије 2008.

## Грчки представници
|
    
| Година | Извођач(и)              | Песма | Превод                | Пласман | Поени |
| ------ | ----------------------- | ----- | --------------------- | ------- | ----- |
| 2003   | -Nicolas Ganopoulos}-   |       | Пријатељи заувек      | 8       | 53    |
| 2004   | -Secret Band}-          |       |                       | 9       | 48    |
| 2005   | -Alexandros and Kalli}- |       | Ово је наша тура сада | 6       | 88    |
| 2006   | -Chloe Sofia Boleti}-   |       | Није битно            | 13      | 35    |
| 2007   | -Made In Greece}-       |       | Збуњени               | 17      | 14    |
| 2008   | -Nikki Yiannouchu}-     |       | Збуњени               | 14      | 19    |